# العبية الوسطى
العبية الوسطى قرية سعودية، تتبع مركز شمنصير التابع لمحافظة الكامل في منطقة مكة المكرمة.

## الوصف
تبعد القرية عن المركز44 كم بإتجاه الشرق، نوع الطريق وعر. خدمات التعليم: مدرسة زين العابدين الابتدائية ومدرسة العياب المتوسطة ومدرسة العياب الثانوية (بنين)، مدرسة العياب الابتدائية ومدرسة العياب المتوسطة (بنات)، مدرسة العياب تعليم كبيرات. أقرب مركز فيه خدمات صحية هو مركز القرية (أديم) للرعاية الصحية الأولية الذي يبعد 24 كم عن القرية، بالإضافة لمركز إداري ومكتب بريد ومكتب برق.